# Lasioglossum punctatum
Lasioglossum punctatum är en biart som först beskrevs av Smith 1858.  Lasioglossum punctatum ingår i släktet smalbin, och familjen vägbin. Inga underarter finns listade i Catalogue of Life.